# مهرجان يامبيلي
مهرجان يامبيلي (Yambilee Festival) هو مهرجان متوقف يُقام سنوياً في «أوبيلوساس» بولاية لويزيانا الأمريكية، وقد بدأ مهرجان «يامبيلي» يوم الأربعاء من أخر عطلة كاملة لنهاية الأسبوع في شهر أكتوبر واستمر طوال عطلة نهاية الأسبوع.
تأسس «يامبيلي» من قبل إثنين من الأصدقاء، وهما «ج.و. بيل لوو» وهو مواطن من ولاية تكساس و «فيليكس ديزوتش» وهو يعمل كمعالج وشاحن للبطاطا، كوسيلة للاحتفال بصناعة البطاطا المحلية الحلوة.
ووفقاً ل«ج.و. لوو»، كان سبب وجود المهرجان هو: المساعدة والتشجيع علي النهوض بالازدهار المادي والتقدم لولاية لويزيانا في جنوب غرب لويزيانا وسانت لاندري باريش وذلك من خلال تحفيز الاهتمام المحلي والوطني بمنتجات المزرعة في لويزيانا، وخاصة البطاطا الحلوة (اليام) وكذلك توفير برامج ترفيهية ملونة قادرة علي توليد الدعاية والإعلان عن البطاطا في لويزيانا وغيرها من المنتجات الزراعية علي الصعيد الوطني.
و قد تم تنظيم أول احتفال «يامبيلي» في لويزيانا بين يومي التاسع والعاشر من شهر أكتوبر عام 1946  من قبل مجلس الإدارة الأول وكان أعضاءه هم: «ج.و. لوو» و «ج.ف. ديزوتش» و «أنتوني شاشير» و «شارل بورك» و «ج.ب. بارنت» و «أرنولد وينسبورج» و «ج.م. لاندري» و «أ.ب. ريد» «ألين ديزوتش» و «جون تيسلويت» و «أليكس واتكيتس» و «سيث لويس» وذلك بالإضافة إلى غرفة تجارة أوبيلوساس والمدينة والرعية ومسؤولي الولاية والمنظمات المحلية والمتطوعين الذين لا حصر لهم.
و كانت «جون هوريكي» هي أول ملكة لمهرجان «يامبيلي» في لويزيانا وكانت من نقطة الكنيسة، كما كان هناك سَيّدَين مشاركين في احتفال البطاطا وهما: «جاك هربرت» و«ألفريد لاجرينج». وكان المهرجان سيقوم بتتويج ملكه الأول «ر.ج» كقشتالة غروب الشمس خلال الاحتفال الثاني.

## وصلات خارجية
- Louisiana Yambilee Association
- Louisiana Sweet Potato Commission